# Burali-Forti-Paradoxon
Das Burali-Forti-Paradoxon ist das älteste Paradoxon der naiven Mengenlehre, publiziert am 28. März 1897. Es beschreibt den Widerspruch, an dem die Bildung der Menge aller Ordinalzahlen scheitert. Es ist nach seinem Entdecker Cesare Burali-Forti benannt, der zeigte, dass eine solche Menge aller Ordinalzahlen selbst einer Ordinalzahl {\displaystyle \,\Omega } entspräche, zu der eine größere Nachfolger-Ordinalzahl {\displaystyle \,\Omega +1} gebildet werden könnte, die kleiner oder gleich {\displaystyle \,\Omega } wäre, woraus die unmögliche Ungleichung {\displaystyle \Omega <\Omega +1\leq \Omega } folgte.
Georg Cantor beschrieb das Paradoxon erst im Jahr 1899 als Verallgemeinerung der ersten Cantorschen Antinomie, mit der er nachwies, dass die Klasse aller Kardinalzahlen keine Menge ist. Diese Klasse kann als echte Teilklasse der Ordinalzahlen aufgefasst werden.
In der axiomatischen Zermelo-Mengenlehre oder Zermelo-Fraenkel-Mengenlehre (ZF) lässt sich das Burali-Forti-Paradoxon als Beweis dafür verstehen, dass keine Menge aller Ordinalzahlen existiert. In Mengenlehren, die mit Klassen arbeiten, liefert es den Beweis dafür, dass die Klasse aller Ordinalzahlen eine echte Klasse ist.